# Mulsanne
Mulsanne est une commune française, située dans le département de la Sarthe en région Pays de la Loire, peuplée de 5 299 habitants.
Son territoire accueille par la partie sud-est le tracé du circuit des 24 Heures qu'elle partage avec Le Mans, Arnage et Ruaudin.
La commune fait partie de la province historique du Maine, et se situe dans le Haut-Maine (Maine roux).

## Géographie

### Localisation
L'agglomération de Mulsanne est située à 12 km au sud du centre du Mans. La commune est desservie par une ligne de bus (no 24) régulière les reliant plusieurs fois par jour.
| Le Mans                | Le Mans, Ruaudin | Ruaudin |
| Arnage, Moncé-en-Belin | Mulsanne         | Teloché |
| Moncé-en-Belin         | Laigné-en-Belin  | Teloché |

### Climat
Pour des articles plus généraux, voir Climat des Pays de la Loire et Climat de la Sarthe.
En 2010, le climat de la commune est de type climat océanique dégradé des plaines du Centre et du Nord, selon une étude du CNRS s'appuyant sur une série de données couvrant la période 1971-2000. En 2020, Météo-France publie une typologie des climats de la France métropolitaine dans laquelle la commune est dans une zone de transition entre le climat océanique et le climat océanique altéré et est dans la région climatique  Moyenne vallée de la Loire, caractérisée par une bonne insolation (1 850 h/an) et un été peu pluvieux. 
Pour la période 1971-2000, la température annuelle moyenne est de 11,2 °C, avec une amplitude thermique annuelle de 14,5 °C. Le cumul annuel moyen de précipitations est de 680 mm, avec 11,4 jours de précipitations en janvier et 6,6 jours en juillet. Pour la période 1991-2020, la température moyenne annuelle observée sur la station météorologique de Météo-France la plus proche, sur la commune du Mans à 11 km à vol d'oiseau, est de 12,4 °C et le cumul annuel moyen de précipitations est de 693,4 mm,. Pour l'avenir, les paramètres climatiques de la commune estimés pour 2050 selon différents scénarios d'émission de gaz à effet de serre sont consultables sur un site dédié publié par Météo-France en novembre 2022.

## Urbanisme

### Typologie
Au 1er janvier 2024, Mulsanne est catégorisée petite ville, selon la nouvelle grille communale de densité à sept niveaux définie par l'Insee en 2022.
Elle appartient à l'unité urbaine de Mulsanne, une unité urbaine monocommunale constituant une ville isolée,. Par ailleurs la commune fait partie de l'aire d'attraction du Mans, dont elle est une commune de la couronne,. Cette aire, qui regroupe 144 communes, est catégorisée dans les aires de 200 000 à moins de 700 000 habitants,.

### Occupation des sols
L'occupation des sols de la commune, telle qu'elle ressort de la base de données européenne d’occupation biophysique des sols Corine Land Cover (CLC), est marquée par l'importance des forêts et milieux semi-naturels (46,5 % en 2018), en diminution par rapport à 1990 (48,4 %). La répartition détaillée en 2018 est la suivante : 
forêts (41,6 %), zones urbanisées (13,4 %), prairies (11,8 %), espaces verts artificialisés, non agricoles (9,6 %), zones agricoles hétérogènes (8,5 %), terres arables (8,3 %), milieux à végétation arbustive et/ou herbacée (4,9 %), zones industrielles ou commerciales et réseaux de communication (1,9 %). L'évolution de l’occupation des sols de la commune et de ses infrastructures peut être observée sur les différentes représentations cartographiques du territoire : la carte de Cassini (XVIIIe siècle), la carte d'état-major (1820-1866) et les cartes ou photos aériennes de l'IGN pour la période actuelle (1950 à aujourd'hui).

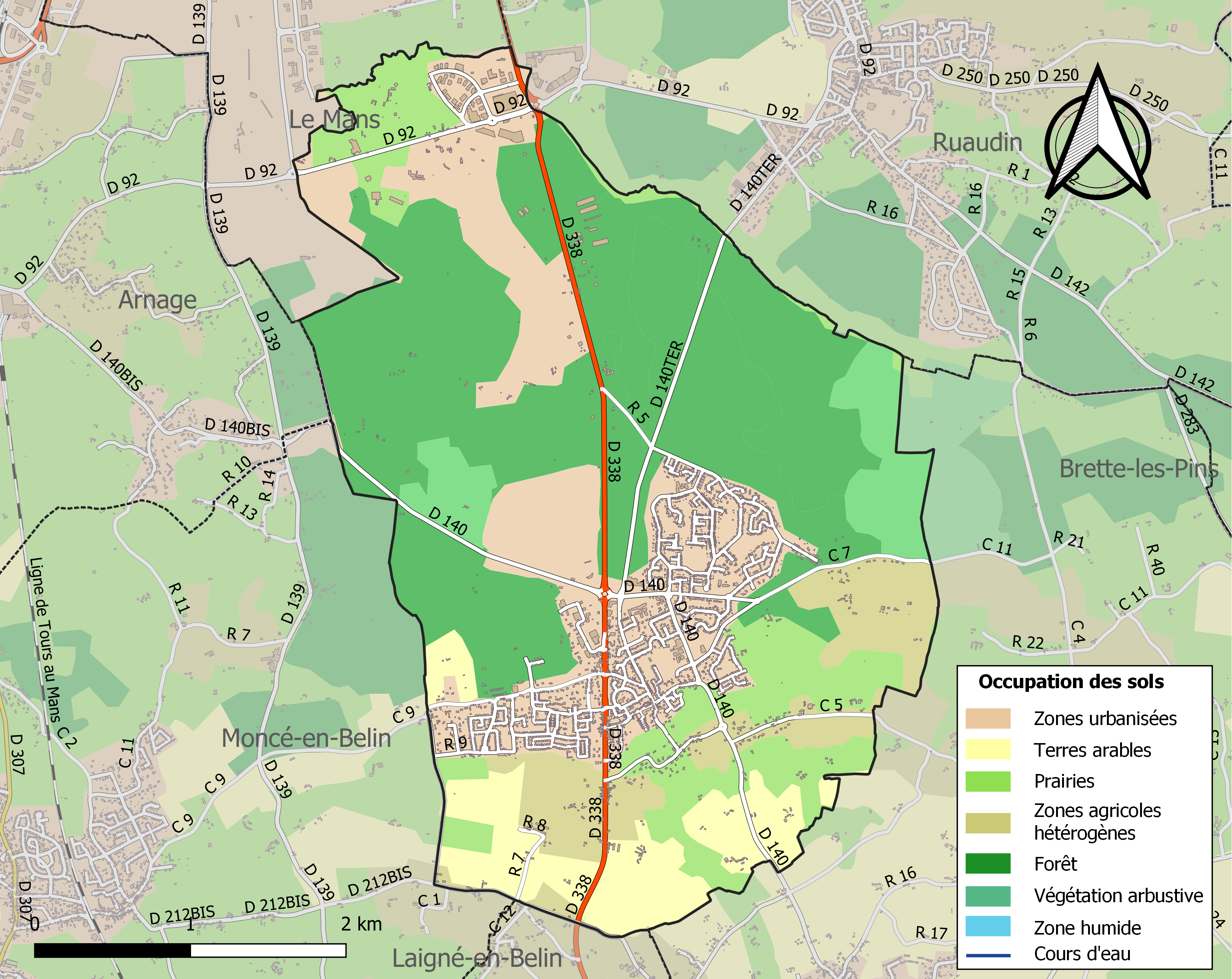
Carte des infrastructures et de l'occupation des sols de la commune en 2018 (CLC).

### Lieux-dits et écarts
- Les Hunaudières.

## Toponymie
Les formes Murcenae, Murcenna et Mulsenna sont attestées respectivement au XIe siècle, en 1330 et en 1373. L'origine est obscure.
Le gentilé est Mulsannais.

## Histoire
Pendant la seconde guerre mondiale, un camp d'internement accueillant notamment des "nomades" est installé à Mulsanne.

## Politique et administration

### Liste des maires
| Période                                  | Période      | Identité                                   | Étiquette            | Qualité                       |
| ---------------------------------------- | ------------ | ------------------------------------------ | -------------------- | ----------------------------- |
| Les données manquantes sont à compléter. |              |                                            |                      |                               |
| 1829                                     | 1866         | Mathieu Noël Bouchevereau                  |                      |                               |
| 1866                                     | 1881         | Louis Charles Henri de la Fons des Essarts |                      |                               |
| 1881                                     | 1882         | Louis Achille Ravel                        |                      |                               |
| 1883                                     | 1919         | Gervais Pousse                             |                      |                               |
| 1919                                     | 1938         | Vicomte Maurice de Villiers du Terrage     |                      |                               |
| 1938                                     | 1944         | Auguste Barthélemy                         |                      |                               |
| mai 1945                                 | octobre 1945 | Isaïe Champion                             |                      |                               |
| 1945                                     | 1947         | Victor Berger                              |                      |                               |
| 1947                                     | 1952         | Isaïe Champion                             |                      |                               |
| 1952                                     | mai 1953     | Émile Lubineau                             |                      | Maraîcher                     |
| mai 1953                                 | mars 1965    | Clément Barthélemy                         |                      | Cultivateur                   |
| mars 1965                                | mars 1983    | Robert Chevrier                            | DVD[réf. nécessaire] | Retraité                      |
| mars 1983                                | juin 1995    | Michel Liégeois                            | PS                   | Retraité de la radiotechnique |
| juin 1995                                | mars 2008    | Bernard Gasse                              | PS                   | Retraité, maire honoraire     |
| mars 2008                                | mars 2014    | Jean-Claude Ferré                          | DVD                  | Retraité SNCF                 |
| mars 2014                                | En cours     | Jean-Yves Lecoq                            | DVD                  | Responsable de contrôle       |

Le conseil municipal est composé de vingt-neuf membres dont le maire et huit adjoints.
La commune fait aujourd’hui partie de Le Mans Métropole avec les communes du Mans, d'Aigné, d'Allonnes, d'Arnage, de Champagné, de La Chapelle-Saint-Aubin, de Chaufour-Notre-Dame, de Coulaines, de Fay, de La Milesse, de Pruillé-le-Chétif, de Rouillon, de Ruaudin, de Saint-Georges-du-Bois, de Saint-Saturnin, de Sargé-lès-le-Mans, de Trangé et d'Yvré-l'Évêque.

### Labels
La commune est une ville fleurie (une fleur) au concours des villes et villages fleuris.

### Jumelages
- Nettleham (Angleterre) depuis 1993.

## Population et société

### Démographie
L'évolution du nombre d'habitants est connue à travers les recensements de la population effectués dans la commune depuis 1793. Pour les communes de moins de 10 000 habitants, une enquête de recensement portant sur toute la population est réalisée tous les cinq ans, les populations de référence des années intermédiaires étant quant à elles estimées par interpolation ou extrapolation. Pour la commune, le premier recensement exhaustif entrant dans le cadre du nouveau dispositif a été réalisé en 2004.
En 2022, la commune comptait 5 299 habitants, en évolution de +0,38 % par rapport à 2016 (Sarthe : −0,25 %, France hors Mayotte : +2,11 %).
| 1793 | 1800 | 1806 | 1821 | 1831 | 1836 | 1841 | 1846 | 1851 |
| ---- | ---- | ---- | ---- | ---- | ---- | ---- | ---- | ---- |
| 540  | 610  | 702  | 761  | 825  | 832  | 951  | 981  | 950  |

| 1856 | 1861 | 1866 | 1872 | 1876 | 1881 | 1886 | 1891 | 1896 |
| ---- | ---- | ---- | ---- | ---- | ---- | ---- | ---- | ---- |
| 869  | 747  | 758  | 768  | 767  | 755  | 694  | 695  | 663  |

| 1901 | 1906 | 1911 | 1921 | 1926 | 1931 | 1936 | 1946  | 1954 |
| ---- | ---- | ---- | ---- | ---- | ---- | ---- | ----- | ---- |
| 629  | 602  | 606  | 546  | 594  | 593  | 561  | 1 014 | 697  |

| 1962 | 1968 | 1975  | 1982  | 1990  | 1999  | 2004  | 2006  | 2009  |
| ---- | ---- | ----- | ----- | ----- | ----- | ----- | ----- | ----- |
| 803  | 891  | 3 055 | 3 776 | 5 058 | 5 213 | 4 847 | 4 668 | 4 431 |

| 2014  | 2019  | 2022  | - | - | - | - | - | - |
| ----- | ----- | ----- | - | - | - | - | - | - |
| 4 935 | 5 225 | 5 299 | - | - | - | - | - | - |

### Sports et loisirs

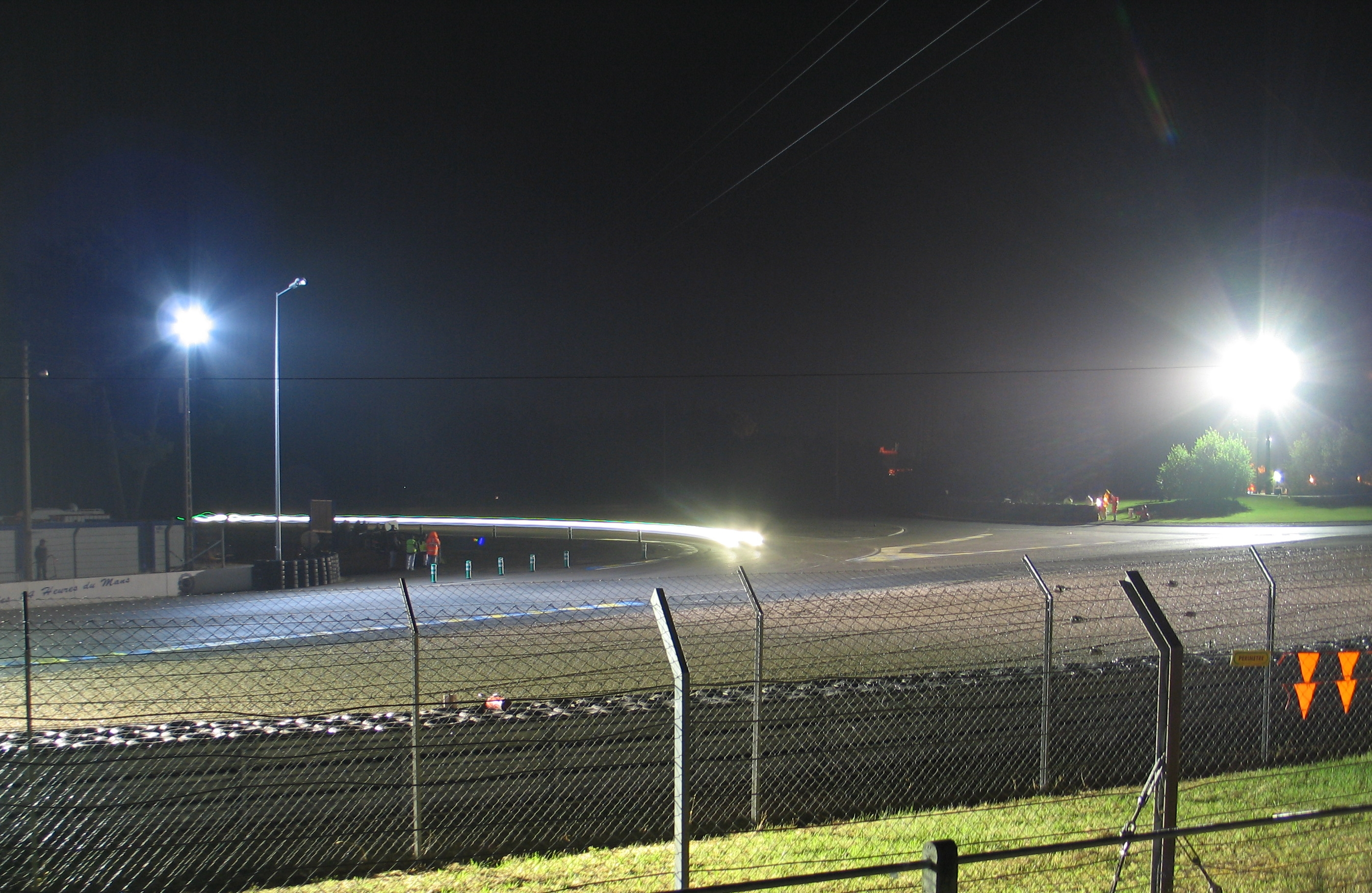
Le virage de Mulsanne, circuit des 24 Heures du Mans.

Riche de plus de cinquante associations sportives et culturelles, la ville fait preuve de dynamisme et d’une grande diversité dans son offre culturelle. Sa salle de cinéma équipée pour les malentendants, dans les locaux du centre socioculturel Simone-Signoret, appartient au réseau « Art et Essai » et propose tout au long de l’année une programmation variée tant en direction du jeune public que des adultes.
L'Association sportive Mulsanne-Teloché fait évoluer deux équipes de football en ligue du Maine et une troisième équipe en division de district.
Le golf des 24 Heures et le siège du Mans Football Club se situent sur le territoire de la commune.

## Économie
Avec ses deux zones artisanales et commerciales, la commune concentre sur son territoire plus de 140 entreprises, représentant plus de 1 500 emplois.

## Culture locale et patrimoine

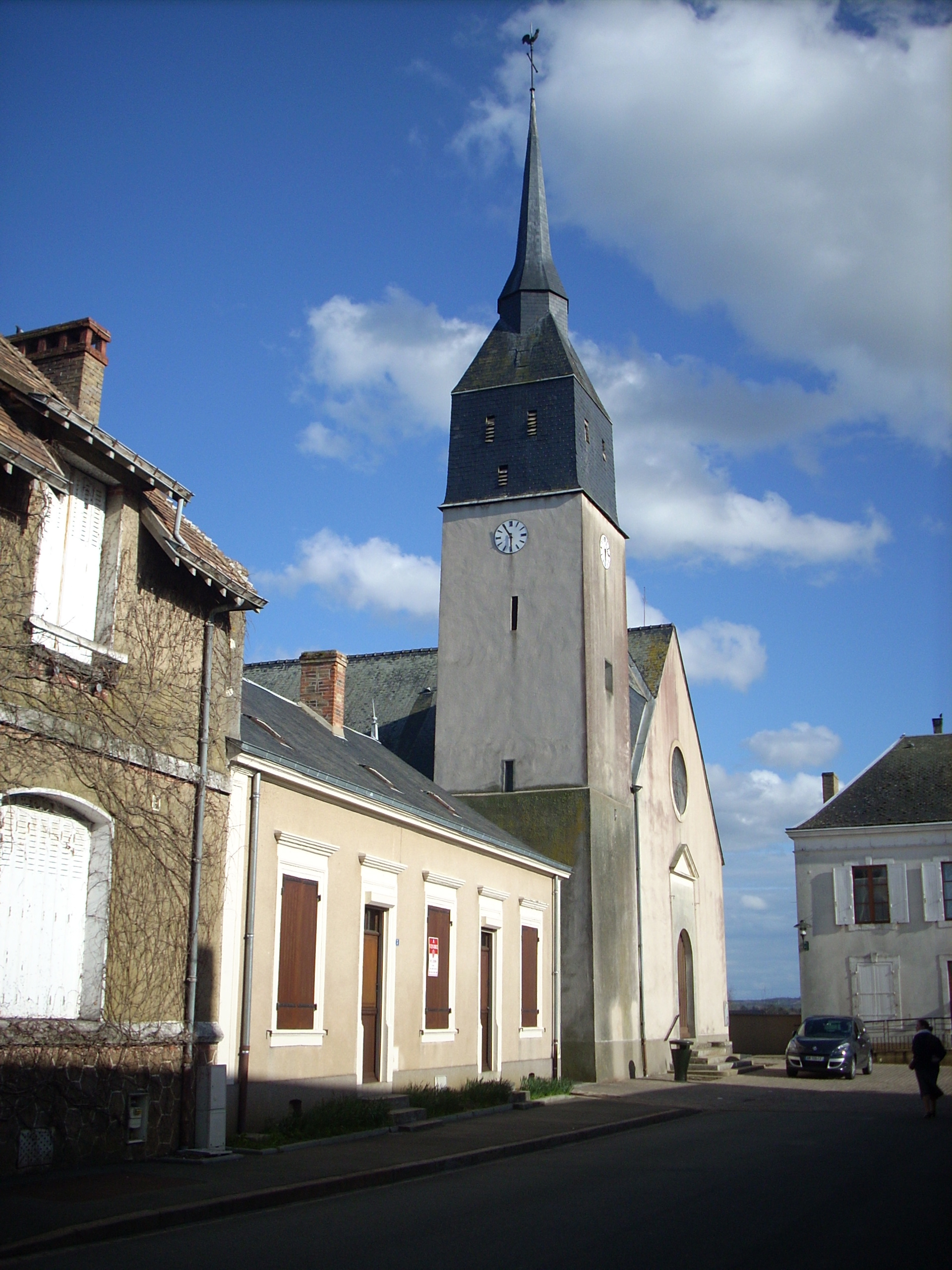
L'église Sainte-Madeleine.

### Lieux et monuments
- Le virage de Mulsanne est un virage célèbre du circuit des 24 Heures du Mans situé à l'extrémité sud de la ligne droite des Hunaudières. Il a donné son nom à un modèle d'automobile Bentley[27]
- Camp de prisonniers allemands.
- Château des Hunaudières, inscrit  au titre des Monuments historiques depuis le 22 mars 1966[28].
- Église Sainte-Madeleine.

### Héraldique
| Blason de Mulsanne | Blason  | De sinople au chevron en courbe d'argent chargé d'une automobile contournée au trait de sable à dextre et d'une ligne discontinue de même en chef et en pointe à senestre, accompagné en chef de deux abeilles d'or, au chef d'azur soutenu aussi d'argent chargé d'un avion biplan en demi-profil du même, le chef soutenu d'une burelle du même. |
| Blason de Mulsanne | Détails | Les armoiries tiennent compte à la fois de l’origine supposée du nom de la commune, de sa notoriété et de son histoire récente. La variété des couleurs utilisées a également son importance. - Le fond vert de la pointe évoque les champs, prairies et bois, ainsi que l’activité agricole qui subsiste encore sur la commune, - Les abeilles rappellent l’origine supposée du nom de Mulsanne : de Mulsus, peut-être parce que l’on y recueillait beaucoup de miel. - Le chevron symbolise le virage de Mulsanne, et la voiture les « 24 Heures du Mans », grâce auxquelles le nom de la commune est connu dans un bon nombre de pays. - L’azur du chef représente le ciel qui vit le vol de l’avion piloté par Wilbur Wright, aux Hunaudières, en 1908. - La burelle d’argent fait référence à une piste d’atterrissage. |